# Tangata waipoua
Tangata waipoua là một loài nhện trong họ Orsolobidae.
Loài này thuộc chi Tangata. Tangata waipoua được Raymond Robert Forster & Norman I. Platnick miêu tả năm 1985.